# چربی‌های خون

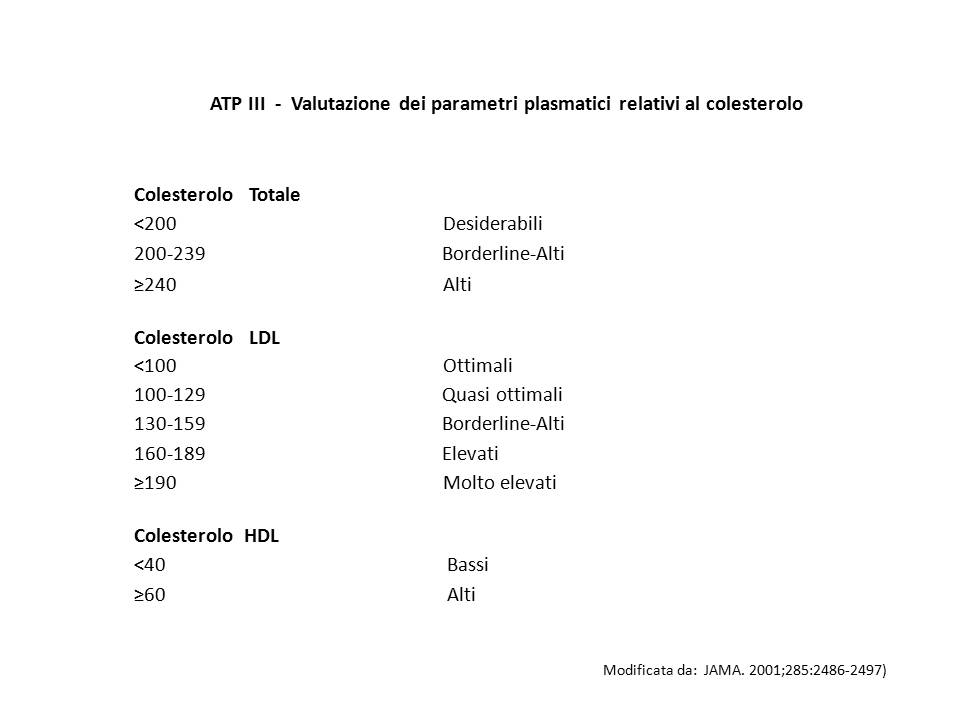
مقیاس های بررسی چربی خون

چربی‌های خون (انگلیسی: Blood lipids) به مولکول‌های لیپیدی موجود در جریان خون گفته می‌شود. این چربی‌ها در دو گروه عمده کلسترول و تری گلیسیرید طبقه‌بندی می‌شوند. مولکول‌های چربی اغلب در همراهی با پروتئین‌ها در خون جاریند مانند لیپوپروتئین کم‌چگال، لیپوپروتئین پرچگال و کیلومیکرون.
هیپرلیپیدمی یا هایپرلیپوپروتئینما به معنی افزایش چربی خون است.